# Photofiltre
Photofiltre es un Software diseñado para editar y optimizar archivos fotográficos en diferentes extensiones. Es utilizado especialmente para uso profesional, pero por su facilidad de manejo puede ser utilizado por cualquier persona.
Los críticos han elogiado a PhotoFiltre por su simplicidad e interfaz en comparación con programas de edición de imágenes más complejos y con mayor uso de recursos.

## Origen
La primera idea surge de Antonio Da Cruz, y fue lanzada en el año 2005 (versión 7.0.0), esta versión buscaba lograr un práctico software con fácil manejo para la edición de archivos fotográficos (especialmente con extensión.jpg) para personas sin mucha experiencia.

## Características
Una de sus utilidades es “la roba de color” para difuminar así los efectos causados y lograr aparentar como si siempre hubiera estado en la imagen.
FiltrosPuede ajustar brillos, contraste, saturación, corrección gamma.
Filtros artísticosColor agua, pasteles, tinta china, puntillismo y efecto puzzle.
Selecciones vectorialesEl sistema usa dos tipos de selecciones, usando contornos definidos (cuadrados, triángulos, elipses, etc.) y permite contornos personalizados trazados a manos o usando series de líneas.
BrochasPermite distintos tipos de brochas.
CapasEl sistema trabaja con capas.
Otras características son; herramienta de borrado, corrección de rojo de ojos, gradientes con transparencia, generación de imágenes GIF entre otros.

## Desarrollo
Programado en Delphi, PhotoFiltre apareció en 2001 y las herramientas se diversificaron según las versiones: herramientas de dibujo en 2003, selección por continuidad en 2004.
En abril de 2005 lanzó la versión 7 administrando capas y diferentes modos de fusión, transparencia (capa alfa), múltiples selecciones, pinceles y muchos filtros. Esta versión no es gratuita, pero la versión 6 todavía está disponible para descargar como software gratuito.
La versión 9, optimizada para Windows Vista y Windows 7, se lanzó con el nombre de PhotoFiltre Studio 9 en junio de 2007, luego la versión 10, simbolizada por una 'X' en su nombre, en abril de 2009.
Desde el 6 de enero de 2012, el software está disponible en 3 versiones:
- PhotoFiltre 6, gratis, que no usa capas,
- PhotoFiltre 7, shareware
- PhotoFiltre Studio X, una versión paga que contiene más funciones.

En marzo de 2021, la versión 11 (abandonando el término Studio) solo se lanza en la versión de 64 bits y admite nuevos formatos como Jpeg2000 y RAW.

### Módulos
Se pueden agregar funcionalidades adicionales al software a través de un sistema de módulos que se pueden desarrollar en varios lenguajes de programación diferentes. Con una extensión ".pfl" (para PhotoFiltre Library), son compatibles con las versiones 7 y Studio X.
PhotoFiltre Studio también es compatible con la mayoría de los complementos "8bf" desarrollados para Adobe Photoshop.